# Saarinen (sjö i Kajanaland)
Saarinen är en sjö i Finland. Den ligger i kommunen Suomussalmi i landskapet Kajanaland, i den centrala delen av landet, 600 km norr om huvudstaden Helsingfors. Saarinen ligger 260 meter över havet. Arean är 43,4 hektar och strandlinjen är 4,77 kilometer lång. Sjön  ingår i Ijo älvs huvudavrinningsområde.   
I övrigt finns följande i Saarinen:
- Pönkä-Jaakon saari (en ö)
- Käärmesaari (en ö)